# Nadezhda Trajimenok
Nadezhda Trajimenok es una deportista soviética que compitió en piragüismo en la modalidad de aguas tranquilas. Ganó dos medallas de plata en el Campeonato Mundial de Piragüismo en los años 1975 y 1979.

## Palmarés internacional
| Campeonato Mundial | Campeonato Mundial    | Campeonato Mundial | Campeonato Mundial |
| Año                | Lugar                 | Medalla            | Evento             |
| ------------------ | --------------------- | ------------------ | ------------------ |
| 1975               | Belgrado (Yugoslavia) | Medalla de plata   | K2 500 m           |
| 1979               | Duisburgo (RFA)       | Medalla de plata   | K4 500 m           |